# Parametrisches Stereo
Parametrisches Stereo (englisch Parametric Stereo, abgekürzt: PS) ist ein Verfahren parametrischer Audiokodierung zur verlustbehafteten Audiodatenkompression von Stereo-Signalen.
Ein parametrischer Stereo-Encoder erstellt aus einem Stereo-Eingangssignal ein Monosignal. Dazu speichert der Encoder für jeden Zeitpunkt noch die wichtigsten Stereo-Parameter (zum Beispiel Phasenunterschiede, Panorama-Informationen, Raumklang) der zwei Eingangskanäle. Diese Stereo-Parameter werden mit einer Bitrate von etwa 2–3 kbit/s als parametrische Repräsentation der Stereoinformation in den Datenstrom eingebettet. Mit Hilfe dieser parametrischen Informationen versucht der Decoder, das Stereo-Signal später so gut wie möglich aus dem gespeicherten Monosignal wiederherzustellen. So wird für den Zuhörer die realitätsnahe Illusion eines echten Stereosignals erzeugt.
Parametrisches Stereo wird unter anderem als eine Erweiterung zu Advanced Audio Coding in MPEG-4 High Efficiency Advanced Audio Coding (HE-AAC, sogenanntes „aacPlus v2“, „AAC+ v2“ oder „enhancedAAC+“, „eAAC+“) eingesetzt. Es ermöglicht bei sehr niedrigen Bitraten (16–40 kBit/s) eine akzeptable Stereo-Qualität. Oberhalb dieser sehr niedrigen Bitraten (also ab etwa 48 kBit/s) wird PS aus qualitativen Gründen nicht angewendet. PS ist eingeschränkt abwärtskompatibel: Nicht PS-fähige Decoder liefern bei einem parametrische Stereoinformationen enthaltenden Datenstrom nur ein Mono-Signal.